# 瓦尔兹苏沙托讷夫
瓦尔兹苏沙托讷夫（法語：Valz-sous-Châteauneuf，法語發音：[valz su ʃatonœf]）是法国多姆山省的一个市镇，位于该省南部偏东，属于伊苏瓦尔区。

## 地理
瓦尔兹苏沙托讷夫（45°26'0"N, 3°25'0"E）面积5.14 平方千米，位于法国奥弗涅-罗讷-阿尔卑斯大区多姆山省，该省份为法国中南部省份，北起阿列省接壤，东临卢瓦尔省，南至上盧瓦爾省和康塔爾省，西接科雷兹省和克勒兹省。
与瓦尔兹苏沙托讷夫接壤的市镇（或旧市镇、城区）包括：小尚帕尼亚、佩利耶尔、圣让圣热尔韦、圣马丹多利耶尔。

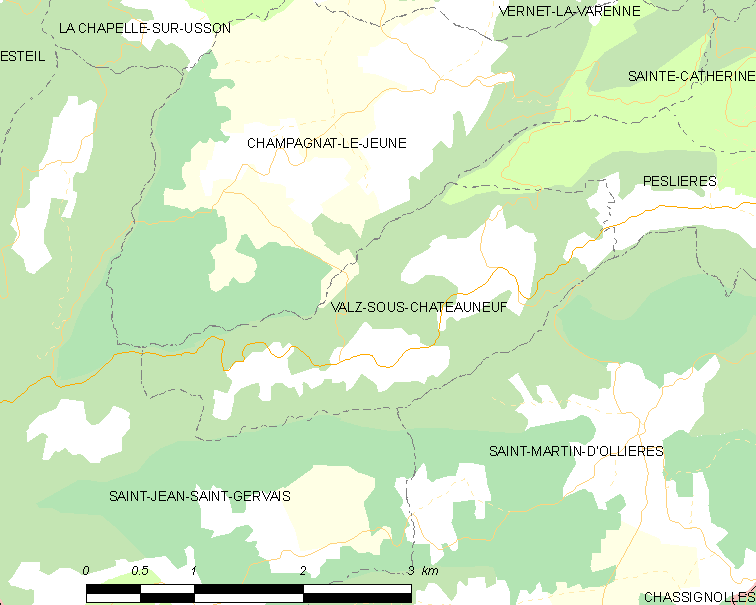
瓦尔兹苏沙托讷夫的OSM定位图

瓦尔兹苏沙托讷夫的时区为UTC+01:00、UTC+02:00（夏令时）。

## 行政
瓦尔兹苏沙托讷夫的邮政编码为63580，INSEE市镇编码为63442。

## 政治
瓦尔兹苏沙托讷夫所属的省级选区为布拉萨克莱米讷县。

## 人口

1962-2008年间瓦尔兹苏沙托讷夫人口变化图示

瓦尔兹苏沙托讷夫于2022年1月1日时的人口数量为53人。